# Autostrada A7/A26 (Włochy)
Autostrada A7/A26 – łącznik autostradowy w północnych Włoszech w Piemoncie. Arteria umożliwia skrócenie drogi z portów i ośrodków wypoczynkowych Morza Liguryjskiego do Mediolanu oraz Brescii.